# Venusnabel
 Venusnabel (Umbilicus), auch Nabelkraut oder Nabelblatt genannt, ist eine Pflanzengattung innerhalb der Familie der Dickblattgewächse (Crassulaceae).

## Beschreibung

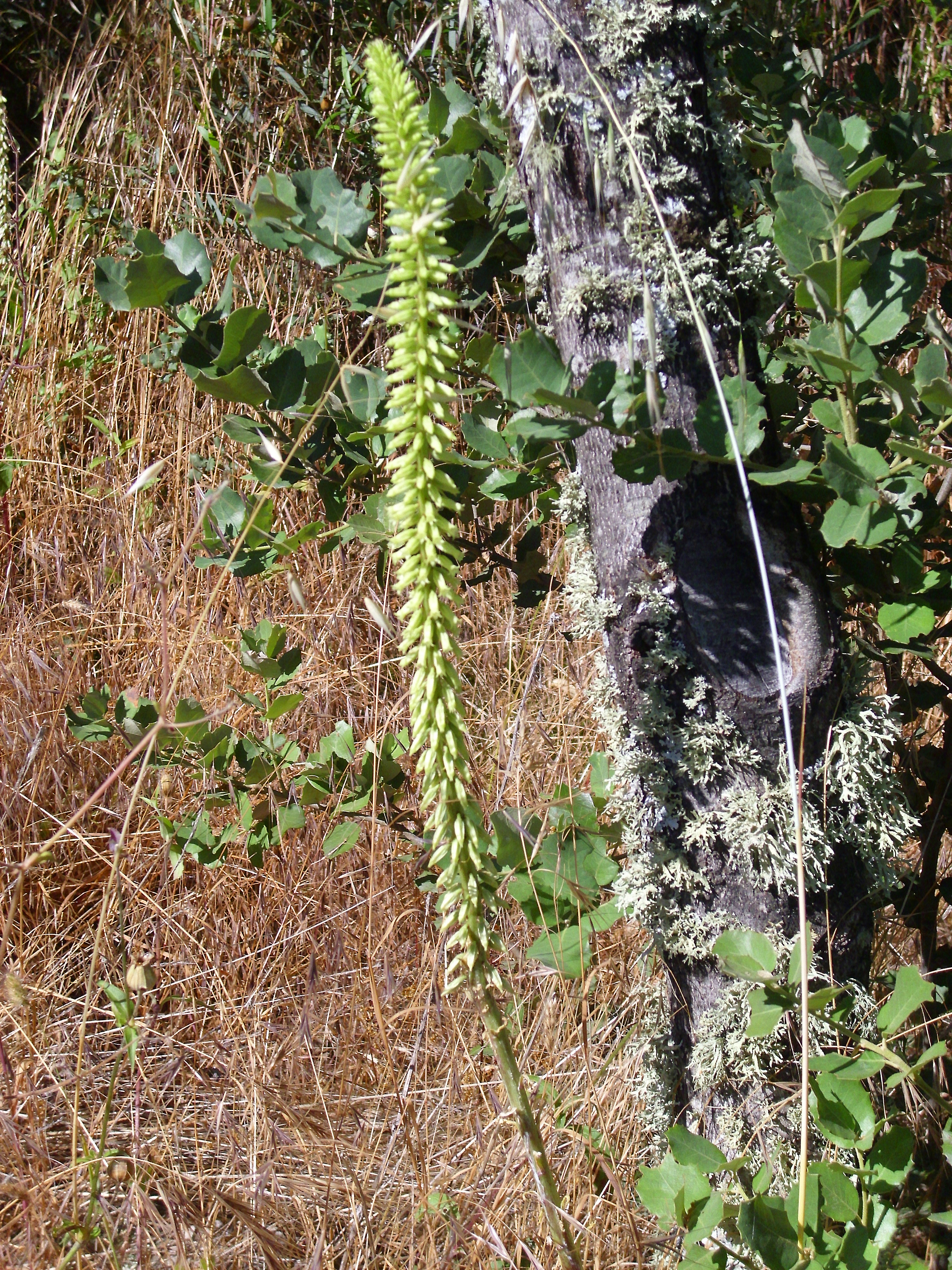
Sektion Umbilicus: Umbilicus heylandianus

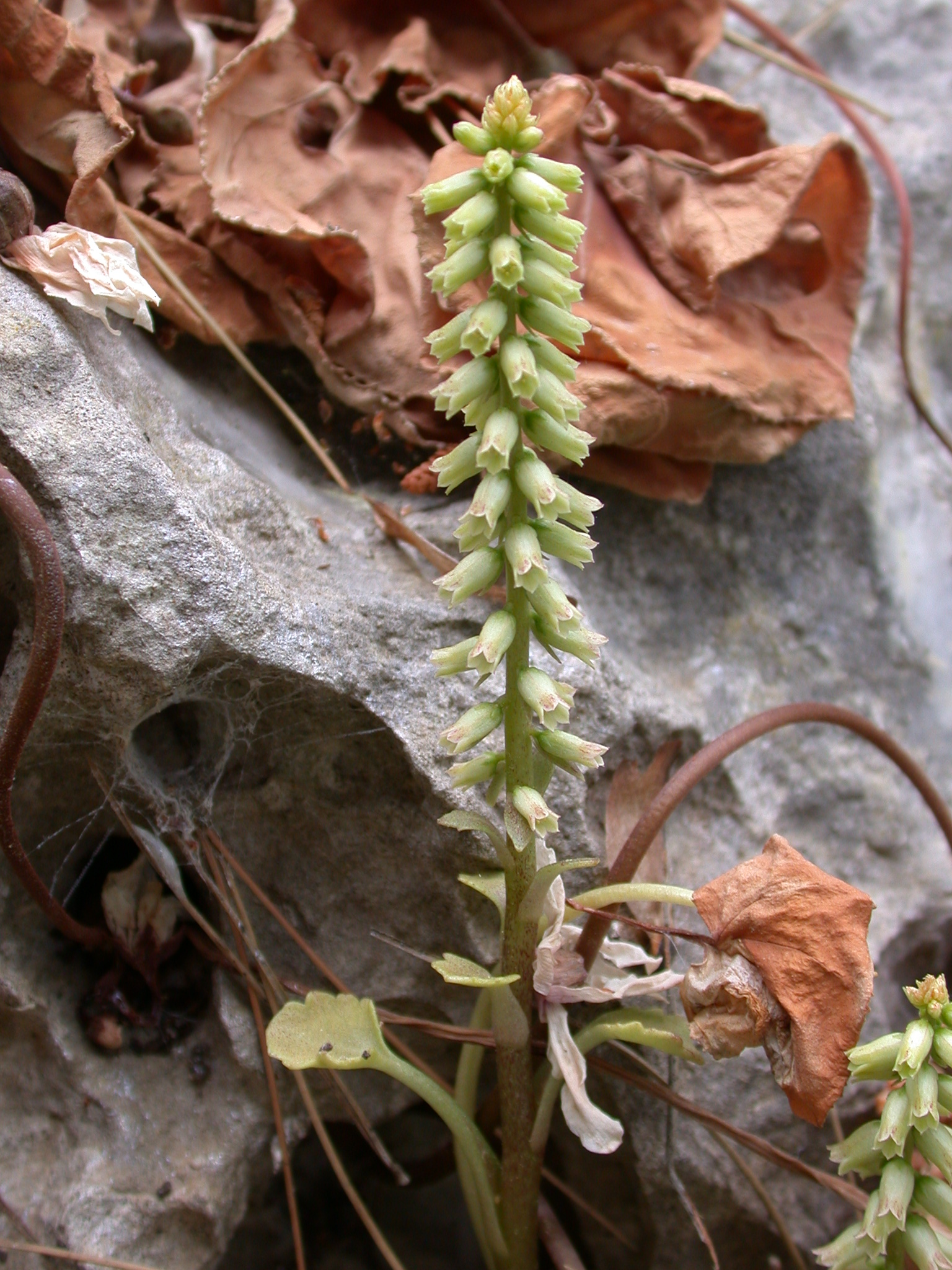
Sektion Umbilicus: Waagrechter Venusnabel (Umbilicus horizontalis) in der var. intermedius

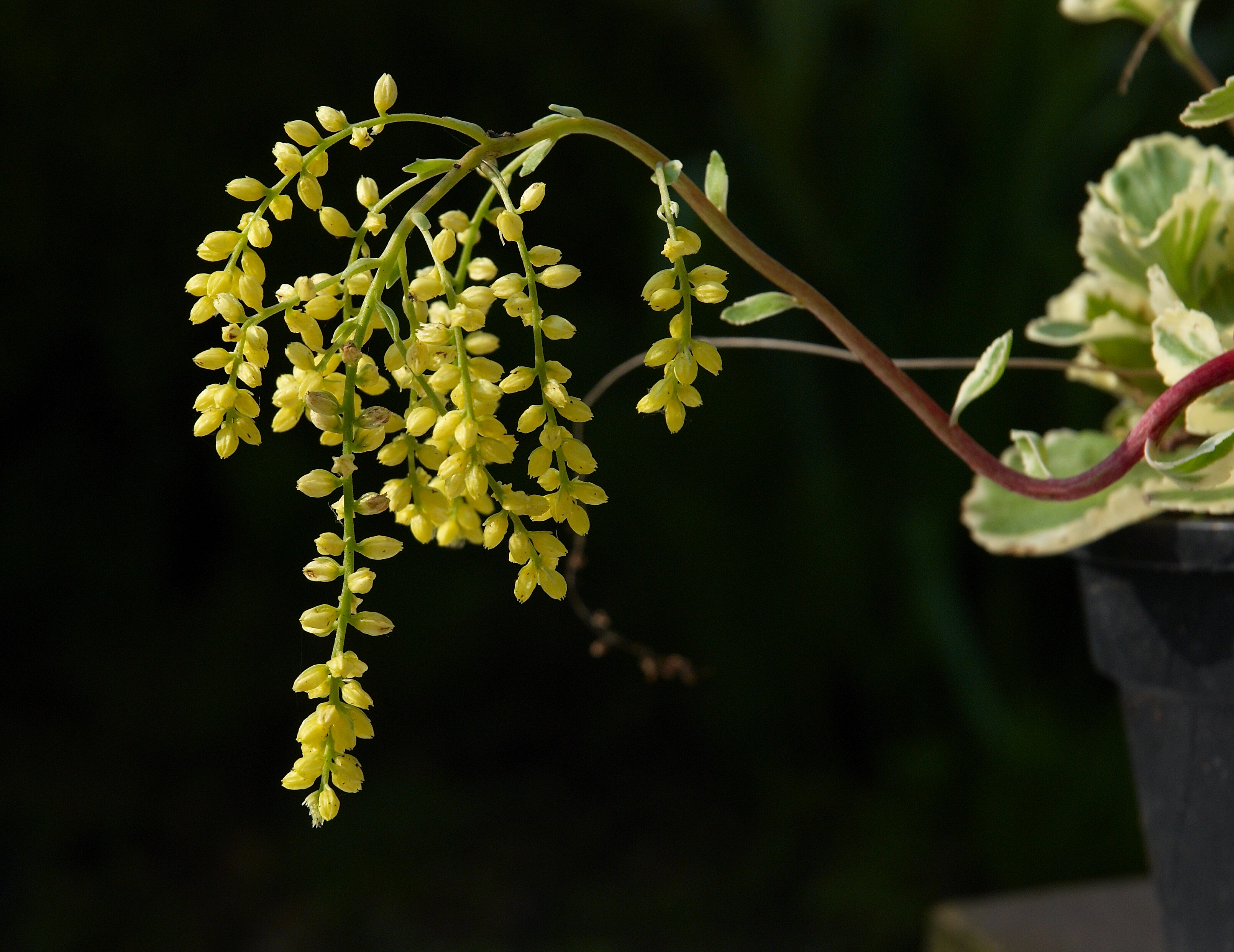
Sektion Chiastophyllum: Walddickblatt (Umbilicus oppositifolius)

### Vegetative Merkmale
Die Arten der Gattung Umbilicus sind relativ kleine, kahle, ausdauernde, mehr oder weniger laubabwerfende, sukkulente krautige Pflanzen. Bis auf Umbilicus oppositifolius besitzen sie fast immer einen knolligen oder rhizomartigen „Wurzelstock“. Die weichfleischigen Laubblätter sind gestielt, fast kreisförmig, für gewöhnlich (außer bei Umbilicus oppositifolius) mehr oder weniger schildförmig und besitzen in der Mitte eine Vertiefung. Der Blattrand ist gekerbt bis gezähnt. Die Blätter an den Trieben werden in der Regel nach oben hin immer kleiner und sind linealisch-lanzettlich geformt.

### Generative Merkmale
Die meist relativ langen und manchmal verzweigten, endständigen, traubigen oder rispigen Blütenstände enthalten meist viele manchmal aufrechte, meist jedoch waagerechte oder hängende Blüten. Die zwittrigen Blüten sind fünfzählig und obdiplostemon mit doppelter Blütenhülle. Die fünf Kronblätter sind röhren- oder glockenförmig verwachsen. Die fünf Kronzipfel sind aufrechte oder am oberen Ende ausgebreitet. Die Kronblätter sind weiß, grün oder gelb gefärbt und manchmal purpurfarben überlaufen.
Die Frucht ist eine schlanke Balgfrucht.

## Systematik und Verbreitung
Die Gattung Umbilicus wurde 1801 durch Augustin-Pyrame de Candolle in Bull. Sci. Soc. Philom. Paris, 3, Seite 1 aufgestellt. Der botanische Gattungsname Umbilicus leitet sich vom lateinischen Wort für „Nabel“ ab und verweist auf die nabelartige Vertiefung der Schildblätter. Zum Teil wurden Arten der Gattung auch der Gattung Cotyledon zugerechnet (etwa als Cotyledon umbilicus) Der Gattungsname Venusnabel geht auf den lateinischen Pflanzennamen Umbilicus Veneris zurück.
Die Gattung Umbilicus ist in West- und Mitteleuropa, in Makaronesien, im Mittelmeergebiet, im Nahen Osten, von Westasien bis in den westlichen Kaukasus, auf der Arabischen Halbinsel und in Nord-, Mittel- und Ost-Afrika verbreitet.
Nach Colin Charles Walker (* 1952) wird die Gattung Umbilicus 2003 in zwei Sektionen gegliedert und enthält die Arten:
- Sektion Umbilicus
  - Umbilicus albido-opacus Carlström: Sie kommt auf Inseln der östlichen Ägäis vor.[1]
  - Umbilicus botryoides Hochst. ex A.Rich.: Sie kommt von Eritrea bis Tansania und in Kamerun vor.[4]
  - Umbilicus chloranthus Heldr. & Sart. ex Boiss.: Sie kommt nur in Apulien, auf der Balkanhalbinsel, in der Ägäis und in Kleinasien vor.
  - Umbilicus citrinus Wolley-Dod: Sie kommt im südlichen Spanien und in Gibraltar vor.[4]
  - Aufrechter Venusnabel[5] (Umbilicus erectus DC., Syn.: Umbilicus luteus (Hudson) Webb & Berthel.), Heimat: Süditalien, Balkanhalbinsel, Ägäis, Türkei, Syrien, Libanon
  - Umbilicus heylandianus Webb & Berthel.: Sie kommt nur in Spanien, Portugal und Marokko vor.
  - Waagrechter Venusnabel[5] (Umbilicus horizontalis (Guss.) DC.), Heimat: Südeuropa, Türkei, Zypern, Syrien, Iran, Nordafrika
  - Umbilicus paniculiformis Wickens, Heimat: Sudan
  - Umbilicus parviflorus (Desf.) DC.: Sie kommt auf griechischen Inseln (Kreta, Ägäis) und in Kleinasien vor.
  - Umbilicus patens Pomel, Heimat: Nordafrika
  - Echter Venusnabel[5] (Umbilicus rupestris (Salisb.) Dandy); Heimat: Süd- und Westeuropa, Türkei, Zypern, Syrien, Madeira, Libyen, Nordwestafrika
  - Umbilicus schmidtii Bolle, Heimat: Kanarische Inseln
  - Umbilicus tropaeolifolius Boiss., Heimat: Vorderasien.

- Sektion Chiastophyllum Ledeb. (wird auch als eigene Gattung Chiastophyllum (Ledeb.) A.Berger angesehen). Die Arten der Sektion Chiastophyllum unterscheiden sich von denen der Sektion Umbilicus durch ihre faserigen Wurzeln sowie die gegenständigen, nicht schildförmigen Laubblätter.
  - Walddickblatt (Umbilicus oppositifolius (Ledeb. ex Nordm.) Ledeb., Syn.: Chiastophyllum oppositifolium (Ledeb. ex Nordm.) Stapf ex A. Berger); Heimat: Georgien (West-Kaukasus).[6]

## Nachweise